# Подольченко, Евгений Юрьевич
Евгений Юрьевич Подольченко (род. 2 июля 1988, Солигорск) — белорусский шахматист, гроссмейстер (2010).
Шахматами занимается с семи лет. Первый тренер — Сергей Николаевич Румянцев.
Чемпион Белоруссии (2010). В составе сборной Белоруссии участник 39-й Олимпиады (2010).

## Изменения рейтинга
| Графики недоступны из-за технических проблем. См. информацию на Фабрикаторе и на mediawiki.org. |